# Вулиця Золотогірська (Тернопіль)
Вулиця Золотогірська — вулиця в мікрорайоні «Кутківці» міста Тернополя.

## Відомості
Розпочинається від вулиці Петра Батьківського, пролягає на захід, згодом — на північний захід, де продовжується вулицею Бенцаля. На вулиці розташовані багатоповерхівки.

## Транспорт
На вулиці знаходяться 3 зупинки громадського транспорту, до яких курсують автобусні маршрути №15, 25.

## Комерція
- Продуктовий магазин «Остер» (Золотогірська, 18) та інші

## Інфраструктура
- Поліцейське відділення (Золотогірська, 8)
- Укрпошта, відділення №12 (Золотогірська, 16)